# Alshe
Alshe, forme récente Alzi, est une région de l’Anatolie orientale antique, située dans la haute vallée de l’Euphrate, à l’ouest du lac de Van, où émergea un royaume du même nom. 
Durant la seconde moitié du XVe siècle, le royaume fut soumis à l’impôt de Mitanni. Vers -1350, il devint indépendant et allié à l’Assyrie.
Suppiluliuma Ier, un grand roi hittite, a traversé la partie orientale de l’Euphrate en -1330 pour soumettre l'Isuwa (territoire et royaume dominant la partie ouest de l'Euphrate). Immédiatement après, il entra dans Alshe, situé juste au sud, dans le district de Kutmar (ca), et installa Antaratli d'Alshe comme prince vassal, à qui il céda Kutmar.
On sait qu'avec le roi hittite Tudhaliya IV (-1255--1230), le royaume d'Alshe opta pour l'Assyrie dans la lutte d'influence que ce royaume entretenait avec les Hittites.
Avec le roi assyrien Tukulti-Ninurta Ier (-1255--1218), les Assyriens vainquirent une coalition de rois Nairi dans la région du lac de Van, parmi lesquels se trouvait le roi d'Alzi, identifié aux Alshe des Hittites, mais qui pourrait aussi être Azzi (de), plus au nord.
Il n'existe aucune preuve écrite, mais il est bien certain qu'il n'a disparu qu'après l'unification des royaumes du Nairi au sein du royaume connu sous le nom d'Urartu, vers -880.